# Герберт Рунге
Герберт Рунге (нім. Herbert Runge нар. 19 січня 1913 — 11 березня 1986) — німецький боксер, олімпійський чемпіон 1936 року. 

## Біографія
Герберт Рунге народився 23 січня 1913 року в місті Вупперталь. Активно займатися боксом почав в ранньому дитинстві, проходив підготовку в місцевому боксерському клубі «Ельберфельдер». Першого серйозного успіху на рингу домігся в 1934 році, коли побував на чемпіонаті Європи в Будапешті і виграв там срібну медаль. Рік по тому став чемпіоном Німеччини серед любителів, ще через рік повторив це досягнення і завдяки низці вдалих виступів удостоївся права захищати честь країни на літніх Олімпійських іграх 1936 року в Берліні . На Олімпіаді здолав всіх своїх суперників у важкій ваговій категорії, в тому числі аргентинця Гільєрмо Ловеля в фіналі. На даний час Рунге залишається єдиним німецьким супертяжем, якому вдалося виграти золото Олімпійських ігор.
Здобувши золоту олімпійську медаль, Рунге продовжив виходити на ринг в основному складі національної збірної, беручи участь у всіх найбільших міжнародних турнірах. Так, в 1937 році він втретє виграв першість Німеччини і з'їздив на першість Європи в Мілан, де виграв ще одну срібну нагороду. Протягом двох наступних років знову був кращим у своїй країні, в 1939 році боксував на чемпіонаті Європи в Дубліні, але на цей раз змушений був задовольнятися бронзою. У 1940 році вперше за довгий час поступився першістю в збірній голландському легіонеру Хайн тен Хоффу , проте незабаром повернувся на верхню сходинку п'єдесталу і в період 1941-1943 незмінно залишався чемпіоном. У 1944 році знову зайняв друге місце, програвши у фіналі Хоффу.
Після закінчення Другої світової війни в 1946 році Рунге вирішив спробувати себе серед професіоналів, однак кар'єра в новому амплуа розвивалася не дуже вдало. Протягом трьох років він провів 25 боїв, але переміг лише в п'яти, при цьому 14 разів програв, в шести випадках була зафіксована нічия. В кінці 1949 року німецький боксер покинув ринг і до кінця життя перебував в своєму рідному місті Вупперталь. Помер 11 березня 1986 року.

## Аматорська кар'єра
Олімпійські ігри 1936
- 1/8 фіналу. Переміг Рудольфа Куса (Чехословаччина)
- 1/4 фіналу. Переміг Ентоні Стюарта (Велика Британія)
- 1/2 фіналу. Переміг Ференца Наді (Угорщина)
- Фінал. Переміг Гільєрмо Ловеля (Аргентина)